# Super Scope
La Super Scope o la Nintendo Scope en Europa, Super Escopeta Nintendo en Hispanoamérica, es la pistola láser oficial de la compañía de videojuegos Nintendo para la consola Super Nintendo. Tiene forma de bazuca y es el sucesor del popular Zapper de la NES. 
La Super Scope fue lanzada en Estados Unidos y Europa (en Japón fue muy limitada debido a la escasa demanda). Es un dispositivo inalámbrico como el Menacer de Sega, y es conectado mediante un receptor de infrarrojos que se conecta a la consola. 
Tiene tres botones e interruptor para encenderla y apagarla. Esta pistola funciona con 6 baterías AA.
La Super Scope fue relativamente popular entre fanes y desarrolladores de juegos. Ha aparecido dentro de varios juegos para la Super Nintendo y productos adyacentes.
Por ejemplo, en Super Smash Bros. Melee para la GameCube, la Super Scope apareció como un ítem que puede ser usado contra otros jugadores, así como en Super Smash Bros. Brawl. 
También aparece en Mario & Luigi: Superstar Saga como un arma que cargaba Sniper Bill, un enemigo que aparece en el castillo de Bowser.  

## Juegos
- Battle Clash
- Bazooka Blitzkrieg
- The Hunt for Red October (usada en juegos bonus)
- Lamborghini American Challenge (puedes acceder a un modo de juego diferente que el normal)
- Metal Combat: Falcon's Revenge
- Operation Thunderbolt
- Cartucho Super-Scope-6 (paquete que incluía la Super Scope y 6 juegos)
- Terminator 2: The Arcade Game
- Tin Star
- X-Zone
- Yoshi's Safari (conocido como Yoshi no Road Hunting en Japón)

## Cameos y otras apariciones
- Super Smash Bros. Melee (Item)
- Mario & Luigi: Superstar Saga
- Super Mario Bros. (como armas de-evolucionadoras de los Goombas)
- Super Smash Bros Brawl (Item)
- Super Smash Bros. Para Nintendo 3DS y Wii U (Item)
- Super Smash Bros Ultimate (Item)